# Membre de Montrouge
Le membre de Montrouge est un membre hospitalier faisant partie de la commanderie de la Tombe-Issoire et du prieuré hospitalier de Saint-Jean de Latran.

## Les origines
C'est très probablement la grange donnée par Guillaume des Barres en 1191 qui est à l'origine du prieuré hospitalier de Saint-Jean de Latran,. La grange, se transforme en domaine seigneurial lors de la séparation de Lourcines avec ses terres qui se trouvaient le long du grand chemin de Paris à Montlhéry sur le territoire de Montrouge.
Dans un bail datant de 1466, Renaud Gorre, commandeur, déclare affermer pour neuf ans à un certain Germain Amaury, laboureur à Chasseney, la métairie avec étables, grange, cour, jardin fermé de murs, moulin à vent et 720 arpents de terre labourable à Montrouge, 10 arpents de prés au membre de Chantilly et au membre de Savigny, contre un fermage de 2,5 muids de blé, 1,5 muids d'avoine, un sétier de grosses féves et quatre douzaines de pignons,

## Sources
- Eugène Mannier, Les commanderies du grand prieuré de France d'après les documents inédits conservés aux archives nationales à Paris, Paris, 1872 (lire en ligne)